# Konoe Mototsugu
Konoe Mototsugu (近衛 基嗣, [1305 – 1354] Erro: {{japonês}}: texto da transliteração contém caractere não latino (pos 11) (ajuda)) foi um kuge (nobre japonês) que viveu no final do Período Kamakura e começo do Período Nanboku-chō. Foi membro do  Ramo Konoe do clã Fujiwara e filho de Konoe Tsunehira.
Ingressou na Corte imperial em 1315 no reinado do Imperador Hanazono inicialmente classificado como Jugoi (funcionário da Corte de quinto escalão júnior), logo foi promovido a  Shōgoi (funcionário da Corte de quinto escalão pleno) e Jushii (quarto escalão junior). Em 1316 foi promovido a Jusanmi (terceiro escalão júnior), e em 1317 foi nomeado Ōmi gonmori (vice-governador da Província de Ōmi).
Em 1318, durante o reinado do Imperador Go-Daigo, Mototsugu foi classificado como Shōsanmi (terceiro escalão pleno), e nomeado Chūnagon em 1319 e Dainagon em 1320. Em 1321 foi promovido a Junii (segundo escalão júnior). Em 1326 foi nomeado Naidaijin e promovido a Shōnii (segundo escalão pleno) em 1327. Entre 1330 e 1331 foi nomeado Udaijin, e em 1330 foi nomeado Togu-no-fu (tutor do príncipe imperial). Entre 1331 e 1333 passou a ser Sadaijin.
Em 1334 Go-Daigo como parte de suas articulações tirou a liderança do Ramo Konoe de Mototsugu, cujas simpatias estavam com a linhagem  Jimyōin e deu a seu primo Tsunetada.
Em 1337 foi nomeado Kanpaku (regente) do Imperador Kōmyō da Corte do Norte (até 1338) quando foi classificado como Shōichii (primeiro escalão pleno).
O regente Michitsugu foi seu filho.